# Ацтека
«Ацте́ка» (исп. Estadio Azteca, «эста́дио асте́ка») — один из крупнейших в мире футбольных стадионов, находится в столице Мексики Мехико. Вместимость — 87,523 зрителя. Это самый большой стадион в Латинской Америке, пятый по величине в мире и самый вместительный стадион мира, рассчитанный специально для соревнований по футболу. Один из самых высокогорных стадионов мира, «Ацтека» находится на высоте свыше 2200 метров над уровнем моря. Один из двух стадионов, дважды принимавших решающий матч чемпионата мира по футболу (наряду с бразильской «Мараканой»).

## Описание
Единственный стадион (до 2014 года), на котором проходили финалы двух чемпионатов мира по футболу — в 1970 и 1986 годах. Именно на этом стадионе сборная Бразилии, ведомая Пеле, в 1970 году навечно завоевала Золотой кубок богини Нике, выиграв свой третий чемпионат мира. Полуфинальная игра того турнира между Италией и ФРГ (4:3) некоторыми специалистами называется лучшей игрой XX века. Здесь 22 июня 1986 года Диего Марадона забил гол столетия и «продемонстрировал» «Руку Бога» в четвертьфинальной игре Аргентина — Англия.
«Ацтека» также была одной из арен летних Олимпийских игр 1968 года в Мехико и главным стадионом футбольного соревнования.
«Ацтека» — главный стадион Мексики, на котором с 1966 года проводит домашние матчи национальная сборная.
На стадионе в настоящий момент выступает лишь один клуб — «Америка». «УНАМ Пумас» играли здесь в 1967—1969 годах, но затем вернулись на родной «Олимпико Университарио». С 1970 по 1996 год здесь играла другая популярная команда, «Крус Асуль», но затем она переехала на стадион «Асуль». «Некакса» играла на «Ацтеке» в 1966—1970 и с 1982 по 2003 год, после чего команда переехала из Мехико в город Агуаскальентес. Похожая ситуация получилась с клубом «Атланте» — команда несколько раз переезжала с одного стадиона Мехико на другой, играла на «Ацтеке» в 1966—1982, 1996—2001 и 2004—2007 годах, пока в 2007 году не переехала в город Канкун. Наконец, в 1971—1982 годах в Мехико существовала команда «Атлетико Эспаньол», которая пыталась возродить традиции исчезнувшей команды «Реал Эспанья». «Атлетико Эспаньол» выступал именно на «Ацтеке».

## Особенности конструкции
Стадион не выглядит высоким снаружи, так как игровое поле находится на 9 метров ниже уровня улицы. При постройке стадион был сориентирован таким образом, чтобы солнце пересекало игровое поле перпендикулярно, ставя команды в равные условия.

## Рекорды посещаемости
- Футбол: 119 853 зрителя, Мексика—Бразилия, товарищеский матч, 7 июля 1968 года[4].
- Бокс: 132 247 зрителей, Хулио Сесар Чавес—Грег Хоген, 20 февраля 1993 года[5].

## Крупнейшие соревнования
- Летние Олимпийские игры 1968
- Стадион (включая финал) чемпионата мира по футболу 1970
- Панамериканские игры 1975
- Чемпионат мира по футболу среди молодёжных команд 1983
- Стадион (включая финал) чемпионата мира по футболу 1986
- Золотой кубок КОНКАКАФ 1993 и 2003
- Кубок конфедераций 1999
- Финал Кубка Либертадорес 2001 (Крус Асуль — Бока Хуниорс)
- Финал Южноамериканского кубка 2007 (Америка — Арсенал Саранди)
- Стадион чемпионата мира по футболу 2026

### Резонансные события
- 17 августа 1986 года выявление чемпиона в матче «Америка»-«Гвадалахара» на стадионе «Ацтека» закончилось уникальным случаем — судья Антонио Маркес на 71 минуте матча («Америка» вела в счёте 1:0) удалил всех 22 игроков за участие в коллективной драке. Поводом к драке послужил удар защитника гостей Кирарте форварда хозяев Эрмосильо. Матч так и не был доигран[6].
- 16 июня 2001 года впервые в своей истории сборная Мексики проиграла матч отборочного турнира чемпионата мира на «Ацтеке», уступив сборной Коста-Рики 1:2 в матче отбора на чемпионат мира 2002 года. Поражение вошло в историю как «Ацтекасо» (исп. Aztecazo) по аналогии с «Мараканасо» — аналогичным проигрышем Бразилии Уругваю в 1950 году на «Маракане».